# 布拉苏埃洛
布拉苏埃洛，是西班牙卡斯蒂利亚-莱昂莱昂省的一个市镇。 总面积98平方公里，2001年普查人口總數為361人，人口密度為每平方公里4人。